# 성동구 갑 (1950년 선거구)
성동구 갑은 대한민국의 옛 국회의원 선거구이다. 당시 서울특별시 성동구의 일부 지역을 관할했다.

## 역사
제2대 국회의원 선거를 앞두고 성동구 선거구가 갑, 을로 분구되면서 신설되었다. 1949년, 고양군 뚝도면이 성동구에 편입됨에 따라 능동, 군자동, 잠실동, 자양동 등의 지역들이 기존 고양군 을 지역구에서 성동구 갑 지역으로 재편성되었다.
제6대 국회의원 선거를 앞두고 광장동, 능동, 군자동, 잠실동 등 일부 지역이 성동구 을 선거구로 넘어갔다.
제8대 국회의원 선거를 앞두고 성동구 지역의 선거구 조정이 이루어지면서 황학동 등이 성동구 을 선거구로 넘어갔다.
제9대 국회의원 선거를 앞두고 성동구 갑, 을, 병 선거구가 통합되어 성동구 선거구를 이루게 됨에 따라 폐지되었다.

## 관할 구역
| 대수    | 관할 구역 |
| ------- | --- |
| 2대~3대 | 성동구 신당동, 금호동, 옥수동                                                                                               |
| 4대     | 성동구 황학동, 흥인동, 무학제1동, 무학제2동, 충현동, 약수동, 청구동, 문화동, 동화동, 율원동, 유락동, 금옥동                 |
| 5대     | 성동구 황학동, 흥인동, 무학제1동, 무학제2동, 충현동, 약수동, 청구동, 문화동, 동화동, 율원동, 유락동, 금북동, 금남동, 삼수동 |
| 6대     | 성동구 신당동, 상왕십리동, 금호동, 옥수동                                                                                   |
| 7대     | 성동구 신당동, 황학동, 흥인동, 무학동, 상왕십리동, 금호동1가, 금호동2가, 금호동3가, 금호동4가, 옥수동                       |
| 8대     | 성동구 흥인동, 무학1동, 무학2동, 충현동, 약수동, 청구동, 문화동, 동인동, 율원동, 금북동, 금남동, 옥수동                     |

## 역대 국회의원
| 선거   | 정당 | 정당       | 의원   |
| ------ | ---- | ---------- | ------ |
| 1950년 |      | 민주국민당 | 지청천 |
| 1954년 |      | 무소속     | 임흥순 |
| 1958년 |      | 민주당     | 유성권 |
| 1960년 |      | 민주당     | 유성권 |
| 1963년 |      | 민주당     | 유성권 |
| 1967년 |      | 신민당     | 조한백 |
| 1971년 |      | 신민당     | 양일동 |

## 역대 선거 결과

### 대한민국 제2대 국회의원 선거
|  | 28.34% |

|  | 23.29% |

|  | 11.09% |

|  | 8.31% |

|  | 7.54% |

|  | 6.60% |

|  | 3.90% |

|  | 3.15% |

|  | 2.49% |

|  | 1.84% |

|  | 1.39% |

|  | 0.99% |

|  | 0.58% |

|  | 0.44% |

### 대한민국 제3대 국회의원 선거
|  | 55.50% |

|  | 15.46% |

|  | 10.73% |

|  | 7.88% |

|  | 4.57% |

|  | 4.08% |

|  | 1.75% |

### 대한민국 제4대 국회의원 선거
|  | 62.45% |

|  | 29.53% |

|  | 8.01% |

### 대한민국 제5대 국회의원 선거
|  | 45.58% |

|  | 25.50% |

|  | 21.79% |

|  | 2.75% |

|  | 2.69% |

|  | 1.66% |

### 대한민국 제6대 국회의원 선거
|  | 27.90% |

|  | 27.61% |

|  | 24.18% |

|  | 9.44% |

|  | 8.27% |

|  | 2.57% |

### 대한민국 제7대 국회의원 선거
|  | 37.09% |

|  | 30.53% |

|  | 17.40% |

|  | 10.82% |

|  | 1.73% |

|  | 1.68% |

|  | 0.71% |

|  | 0% |

### 대한민국 제8대 국회의원 선거
|  | 59.26% |

|  | 39.94% |

|  | 0.78% |